# Bell Ribeiro-Addy
Pour les articles homonymes, voir Addy.
Bellavia Janet Ribeiro-Addy (née en 1985) est une femme politique du parti travailliste britannique qui est députée de Streatham depuis les élections générales de 2019,. Elle se considère comme une « socialiste depuis toujours » et une féministe.

## Jeunesse
Ribeiro-Addy est née et grandit à Streatham, habitant dans un logement social de Brixton Hill. Elle est chrétienne et d'origine ghanéenne,.
Elle fait ses études à la Streatham and Clapham High School, et obtient un baccalauréat ès sciences en sciences biomédicales avec éthique et philosophie des sciences de l'Université de Bradford obtenant plus tard une maîtrise ès arts en droit médical et éthique à l'Université Queen Mary de Londres, décerné en 2007, et un diplôme d'études supérieures en droit de la BPP Law School, décerné en 2015. Elle est l'officier national des étudiants noirs pour l'Union nationale des étudiants (NUS) de 2008 à 2010, coordonnatrice nationale de l'Assemblée des étudiants contre le racisme, et la responsable nationale de la NUS 'Anti-Racism / Anti -Campagne fasciste.

## Carrière politique
Avant de devenir députée, Ribeiro-Addy est le chef de cabinet de l'ancien député travailliste Diane Abbott.
Bell siège également en tant que gouverneur d'école au Collège Saint Gabriel de Camberwell. Elle est élue députée travailliste de Streatham en 2019 avec une majorité de 17690 voix.
Ribeiro-Addy est membre du groupe de campagne socialiste de gauche du Labour et questionne le rôle des médias dans la dévaluation des femmes parlementaires noires, en particulier en ce qui concerne les récentes erreurs de sous-titrage de la BBC.
Ribeiro-Addy dans son discours inaugural appelle à une forme de réparation pour les anciens sujets coloniaux.
En janvier 2020, Ribeiro-Addy est nommée ministre fantôme de l'Immigration, quelques semaines à peine après son élection en tant que membre du parlement. Elle ne conserve pas ce poste après l'élection de Keir Starmer comme leader travailliste.